# 天寿 (宇文化及)
天寿（てんじゅ）は、隋末唐初に自立し許政権を樹立した宇文化及が建てた私年号。
618年 - 619年。

## 西暦・干支との対照表
| 天寿 | 元年  | 2年   |
| 西暦 | 618年 | 619年 |
| 干支 | 戊寅  | 己卯  |